# Verilarca fausta
Verilarca fausta is een tweekleppigensoort uit de familie van de Noetiidae. De wetenschappelijke naam van de soort is voor het eerst geldig gepubliceerd in 1951 door Habe.